# Райт, Билли (лоялист)
Уильям Стивен Райт (англ. William Stephen Wright), известный как Билли Райт (англ. Billy Wright; 7 июля 1960 — 27 декабря 1997) — лидер ольстерских лоялистов, участвовавший в конфликте в Северной Ирландии как член Ольстерских добровольческих сил (UVF) и Лоялистских добровольческих сил (LVF). Проведя несколько лет в тюрьме и приняв христианство, в начале 1990-х годов Райт стал командиром Центрально-Ольстерской бригады Ольстерских добровольческих сил (UVF), сменив на этом посту Робина «Шакала» Джексона. Среди своих соратников был известен под кличками «Крысиный король» и «Завет». По информации Королевской полиции Ольстера, обвинялся в убийстве более чем 20 граждан католического вероисповедания, но ни разу не привлекался к уголовной ответственности. Подозревался в работе двойным агентом специального отдела Королевской полиции Ольстера.
Райт привлёк к себе внимание после того, как во время конфликта в Драмкри поддержал Оранжевый орден в вопросе проведения марша через католические районы города Портадаун. В 1994 году ольстерские лоялисты объявили о перемирии, однако в июле 1996 года отряд Райта нарушил перемирие и совершил несколько вооружённых нападений на почве межрелигиозной ненависти. За это решением командования Ольстерских добровольческих сил Райт был отстранён от любой активной деятельности, а позже исключён из её рядов, получив ультиматум покинуть территорию Северной Ирландии под страхом смерти. Возмущённый Райт создал собственную организацию, получившую название «Лоялистские добровольческие силы» (LVF), и стал её командиром. Группа совершала вооружённые нападения на мирных граждан-католиков. В марте 1997 года за угрозу убийства женщины Райт был арестован и отправлен в тюрьму Мэйз, откуда продолжал руководить деятельностью LVF. В декабре 1997 года был убит заключёнными — ирландскими националистами, бывшими членами Ирландской национальной освободительной армии. Похоронен на кладбище Сигоу в Портадауне.
Смерть Райта привела к тому, что LVF совершили серию акций в знак мести за смерть своего лидера. Ходили слухи о том, что Райта убили спецслужбы как противника мирного урегулирования конфликта в Северной Ирландии, однако было установлено, что руководство тюрьмы допустило ряд просчётов, позволив бывшим членам ИНОА убить своего идеологического противника. В настоящее время Райт считается героем среди ольстерских лоялистов и даже мучеником, погибшим за единство Великобритании и Северной Ирландии. На стенах домов протестантов в городах Северной Ирландии нередкими являются его настенные изображения, а некоторые националисты делают себе те же татуировки, что и Райт. Католики же считают его преступником, виновным в убийствах католиков на почве межрелигиозной розни.

## Ранние годы

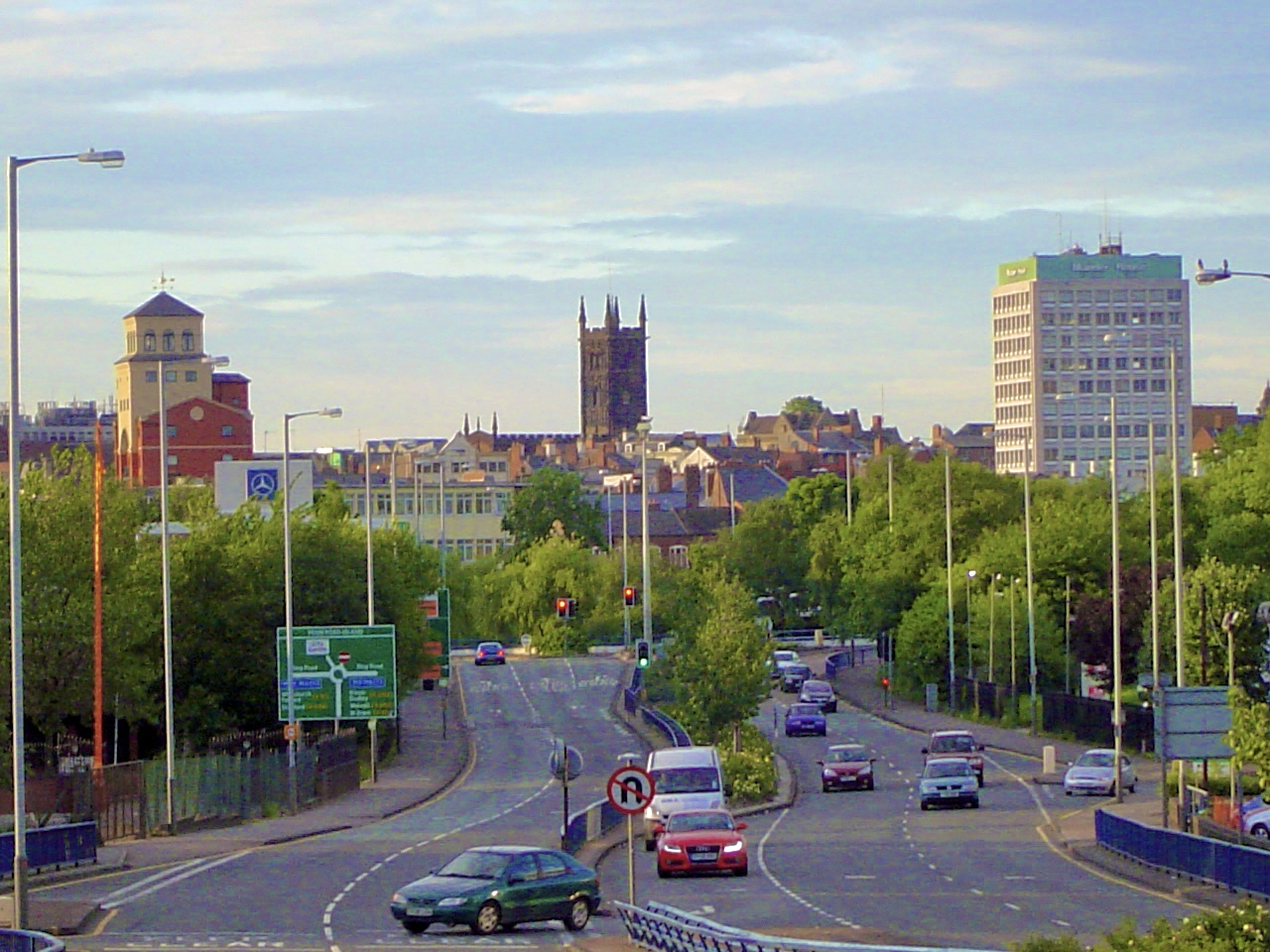
Вулвергемптон — город, где родился Райт

Уильям Стивен «Билли» Райт родился в Вулвергемптоне 7 июля 1960 года. Родители — Дэвид Райт и Сара Маккинли, ольстерские протестанты из Портадауна. Помимо него, в семье было ещё четыре дочери — Элизабет, Джеки, Анджела и Конни. Незадолго до рождения Билли его родители переехали в Англию, поскольку рассорились с соседями: дедушка, Уильям Райт, в честь которого и получил имя Билли, нарушил сложившуюся традицию и принял участие в выборах как независимый кандидат от ольстерских юнионистов, победив депутата от Официальной юнионистской партии. Семья имела отношение к долгим североирландским политическим традициям: прадед Роберт Райт был в своё время главой одной из королевских комиссий. Отец работал в компании C&B Smith в Вулвергемптоне, промышленном центре Уэст-Мидлендса.
В 1964 году семья вернулась в Северную Ирландию. На Райта влияние оказал брат его матери, Сесил Маккинли, член Оранжевого ордена. Спустя три года родители развелись, и детей оставили с матерью, однако она вскоре уехала в Англию, отказавшись от опеки (больше они никогда не видели свою мать). Все пятеро были распределены по детским домам. Билли рос в детском доме в Маунтноррисе (графство Арма), где проживало много ирландских националистов, и воспитывался в пресвитерианском духе, дважды посещая церковь каждое воскресенье. Он дружил с местными жителями-католиками и играл в гэльский футбол, не испытывая никаких враждебных чувств к католикам, как и его семья: отец, который позже писал письма с призывами расследовать смерть своего сына, осуждал убийства со стороны лоялистов. Двое сестёр Билли вышли замуж за католиков: одного из них, уроженца графства Типперэри, Райт уважал. Анджела утверждала, что Райт не имел ничего против католиков, выступая только против ирландской республиканской идеологии и ИРА. Некоторое время он жил с Кейтлин Маквей, католичкой из деревни Гарва.
Учась в средней школе Маркетхилл, Райт подрабатывал на ферме, где и встретился с убеждёнными юнионистами и лоялистами — фермерами, которые служили в Королевской полиции Ольстера или Ольстерском оборонном полку. К тому моменту прошло пять лет с начала конфликта в Северной Ирландии, и многие молодые люди наподобие Райта попали в эпицентр насилия, поскольку друг друга убивали и вооружённые республиканцы из «временного» крыла ИРА, и агрессивные лоялисты, устраивая взрывы и массовые стрельбы. В это время Райт стал склоняться к идеологии лоялизма и вскоре оказался в центре скандала, когда написал на стене католической начальной школы инициалы Ольстерских добровольческих сил — UVF (от Ulster Volunteer Forces). Он отказался стирать надпись, которую расценили как вандализм, и вынужден был переехать к тёте в Портадаун.

## Начало службы в Ольстерских добровольческих силах

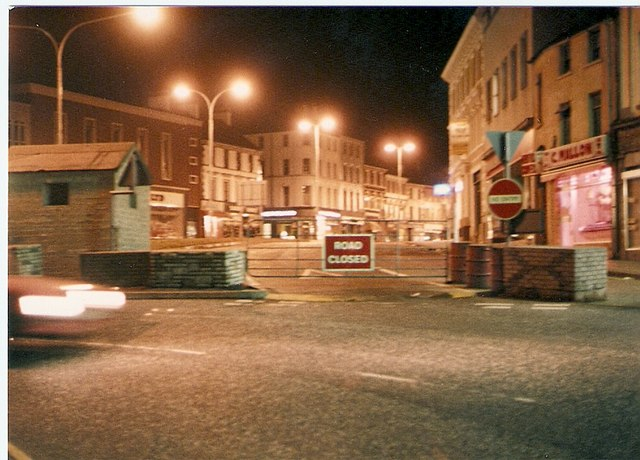
Баррикарды в Портадауне, где проживал Райт, с надписью «Проезд закрыт»

В протестантском районе Портадауна, известном как «Оранжевая цитадель» (англ. Orange Citadel), Райт рассматривался UVF как потенциальный боец среди таких же многочисленных подростков-протестантов. 31 июля 1975 года он принёс присягу, вступив в ряды Молодых гражданских добровольцев, юношеского крыла UVF — по совпадению, в ту же ночь был совершён расстрел шоубэнда «Майами». Присягу Райт приносил, держа руку на Библии, лежавшей на столе и покрытой Ольстерским знаменем. Он стал обучаться обращению с оружием и взрывчаткой.
Согласно утверждениям писателя и журналиста Мартина Диллона, Райта вдохновила гибель бойцов UVF Харриса Бойла и Уэсли Сомервилла, которые подорвались при уничтожении автобуса шоубэнда «Майами». Эта ирландская кабаре-группа возвращалась в ночь на 31 июля 1975 года с концерта в Бэнбридже, когда их у Шенкилла (графство Даун) остановили на фальшивом блокпосте переодетые в британскую военную форму ольстерские лоялисты из Центрально-Ольстерской бригады, открыв после взрыва огонь. В результате теракта погибли трое музыкантов. До 2003 года Диллон утверждал, что именно Бойл (уроженец Портадауна) и Сомервилл вдохновили Райта на путь ольстерских лоялистов, однако в своей другой книге «Выстрелившие» (англ. The Trigger Men) 2003 года Диллон уже писал, что Райт принёс клятву в рядах Молодых гражданских добровольцев в 1974 году, когда ему было 14 лет. Анджела, сестра Билли, утверждала, что решение её брата стать лоялистом не имело никакого отношения к убийству музыкантов из шоубэнда «Майами» и что, возможно, Райт выдумал подобный факт, чтобы попросту приукрасить свою биографию и связать её с деятельностью Бойла и Сомервилла.
В 1975 году Райт был арестован за незаконное хранение огнестрельного оружия и был приговорён к пяти годам лишения свободы, отправившись в тюрьму Мэйз. Он отбывал наказание в специальном крыле для несовершеннолетних преступников — участников этнорелигиозного конфликта. Перед отправлением в Мэйз Райт пробыл некоторое время в изоляторе Каслри, печально известном полицейском участке, где офицеры на допросах жестоко обращались с арестованными. Со слов Анджелы, Билли подвергался избиениям и пыткам, а однажды ему запихали карандаш в задний проход. Райт некоторое время участвовал в так называемом одеяльном протесте, однако после требования от штаба бригад UVF прекратил подобную форму протеста, поскольку иначе бы его признали лицом, сочувствующим ирландским республиканцам, протестовавшим аналогичным способом.
Райт был командиром крыла в блоке 2 тюрьмы Мэйз. Уже потом он утверждал, что лоялистом он стал в тюрьме, когда узнал о резне в Кингсмилле, случившейся в январе 1976 года. Тогда десять протестантов были убиты республиканцами. В то же время погибли родственники Билли Райта — двоюродный брат Джим Райт, Билли Корриган и Лесли Корриган. Райт высказался так о случившемся в Кингсмилле:

Мне было 15, когда этих рабочих выгнали из автобуса и расстреляли. Я, протестант, понял, что их убили просто за то, что они были протестантами. Я уехал из Маунтнорриса, вернулся в Портадаун и стал членом молодёжного крыла UVF. Я чувствовал, что моим долгом было помочь моим людям, и именно этим я с тех пор и занимаюсь.
Оригинальный текст (англ.)I was 15 when those workmen were pulled out of that bus and shot dead. I was a Protestant and I realised that they had been killed simply because they were Protestants. I left Mountnorris, came back to Portadown and immediately joined the youth wing of the UVF. I felt it was my duty to help my people and that is what I have been doing ever since.

Местные уверяют, что Райту досконально «промыли мозги» внушением о необходимости защищать протестантов с оружием в руках и убивать всех несогласных военизированные группировки лоялистов.
Райт был освобождён из тюрьмы Мэйз в 1980 году, испытывая ненависть к британским властям за то, что его как лоялиста бросили в тюрьму. На автостоянке его встретили тётя и девушка, а Райт, посмотрев в сторону британского наблюдательного поста около здании тюрьмы Мэйз, выкрикнул «Слава Ольстерским добровольческим силам!» (англ. Up the UVF). После освобождения он уехал в Шотландию, где прожил шесть недель, прежде чем его вызвали на допрос в Скотленд-Ярд по запросу антитеррористического комитета. Несмотря на то, что Райту не предъявили никаких обвинений, от него в ультимативном порядке потребовали убраться с территории Великобритании.
Позднее Райт опять был арестован вместе с группой бойцов UVF по наводке Клиффорда Маккьюна (англ. Clifford McKeown) — осведомителя, подобных которому в британских правоохранительных органах называли «сверхстукачами». Райту предъявили обвинения в убийстве, покушении на убийство и хранении взрывчатых веществ. 10 месяцев он пробыл в тюрьме Крамлин-Роуд, прежде чем дело буквально развалилось по причине того, что Маккьюн отказался сотрудничать со следствием.

## Религиозное просветление
По возвращении в Портадаун Райт попытался порвать все связи с паравоенными организациями, устроившись работать страховым агентом и женившись на своей подруге Тельме Корриган. В браке родились дочери Сара и Эшлин. Он усыновил ребёнка своей сестры Анджелы, когда она уехала жить в США, и назывался всеми хорошим отцом. В 1983 году он принял крещение и стал проповедником в графстве Арма. За время своего пребывания в тюрьме Райт, коротая время, подробно изучил христианскую религию.
Последствием этого религиозного обращения стал полный отказ Райта от образа жизни, который вели такие известные лоялисты, как Джонни Эдэйр или Стивен Маккиг — от алкоголя, табака и наркотиков. Он занялся чтением книг на тематику ирландской истории и теологии, в том числе подробно изучал историю протестантизма в Европе. При этом религиозные воззрения Райта оказывали двойственное воздействие на его жизнь: он одновременно и утверждал, что вера сподвигла его на защиту «протестантов Ольстера», и осуждал хладнокровные убийства мирных граждан, поскольку это расценивалось как смертный грех. Он говорил об этом так в интервью Мартину Диллону:

Нельзя славить Господа и пытаться прославить Ольстер, если для этого необходимо быть частью полувоенщины. Это противоречит той жизни, которую тебе дал Господь. Если ты собираешься заняться полувоенной деятельностью в текущей форме или в той форме, какая вылилась во время «Смуты», я не думаю, что ты придёшь к Господу… Но есть надежда, что когда-нибудь — а в Священном Писании это описывалось — тебя притянет Господь. Все, кто знают о Христе, хотели бы последовать за ним. Люди бы сказали: «Билли Райт? Да это невозможно!» Но если у тебя есть вера в Бога, то и невозможное возможно. Я надеюсь, он позволит мне вернуться. Я не иду с Господом. Не вовлекаясь в доктрину и не увязая, можно идти с Господом, падать и всё равно принадлежать Господу.
Оригинальный текст (англ.)You can't glorify God and seek to glorify Ulster because the challenges which are needed are paramilitary. That's a contradiction to the life God would want you to lead. If you were to get yourself involved in paramilitary activity in its present form, or the form in which it manifested itself during the Troubles, then I don't think you could walk with God... There's always the hope that in some way, someday – and there are precedents within scripture – your hope would be that God would draw you back to him. All those who have the knowledge of Christ would seek to walk with him again. People would say, 'Billy Wright, that's impossible,' but nothing's impossible if you have faith in God. I would hope that he would allow me to come back. I'm not walking with God.... Without getting into doctrine, without getting too deep, it is possible to have walked with God and to fall away and still belong to God.

В ответ на вопрос Диллона о том, являлся ли конфликт в Северной Ирландии религиозной войной, он ответил так:

Определённо верю, что религия — часть уравнения. Не думаю, что можно её исключить.
Оригинальный текст (англ.)I certainly believe religion is part of the equation. I don't think you can leave religion out of it.

Анджела Райт приписывала своему брату пророчество о терактах 11 сентября 2001 года в Нью-Йорке: однажды он сказал ей, что Нью-Йорк, где она проживала — это «город грехов» и что его символ, Всемирный торговый центр, будет уничтожен в результате атаки с воздуха.

## Командир Центрально-Ольстерской бригады
В конце 1980-х годов, после пяти лет бездействия Райт вернулся к деятельности в составе ольстерских добровольцев. Причиной тому стало заключённое в ноябре 1985 года англо-ирландское соглашение, которое разрешало Правительству Ирландии давать консультации североирландскому правительству, что разъярило юнионистов. В поместье Коркрейн в Портадауне, где жил Райт, участились обыски со стороны Королевской полиции Ольстера и Британской армии: хотя его самого неоднократно арестовывали по обвинениям в убийствах и сотрудничестве с преступным подпольем, но никаких обвинений так и не предъявляли.
В иерархии UVF Райт довольно быстро поднялся на руководящие должности, став командиром отряда города Портадаун, а в начале 1990-х возглавил Центрально-Ольстерскую бригаду, сменив на этой должности своего наставника и инструктора по обращению с оружием — Робина «Шакала» Джексона, который участвовал в организации терактов в Дублине и Монахане в 1974 году, нападении на автобус шоубэнда «Майами» и других террористических актах против католического населения. Центрально-Ольстерская бригада была основана в 1972 году Билли Ханной, который и стал её первым командиром, а действовала она в районах городов Портадаун и Лурган. Это отдельное подразделение UVF брало инициативу в свои руки достаточно часто, дистанцируясь от командования бригад в Белфасте. По данным североирландских служб безопасности, Райт был причастен не менее чем к 20 убийствам на почве межрелигиозной ненависти, но ни разу не представал перед судом по подобным обвинениям.
Большую часть убитых отрядом Райта составляли мирные граждане, хотя были и вооружённые республиканцы. 3 марта 1991 года в Каппе (графство Тирон) около бара «Бойл» были убиты трое членов «временного» крыла ИРА и один мирный гражданин. Пресса и все ирландские националисты единогласно обвинили Райта в этом нападении. Подробности операции, представленные ольстерскими лоялистами, описал Пол Ларкин в своей книге «Чисто британский джихад: сговор, заговоры и секретные операции в Северной Ирландии» (англ. A Very British Jihad: collusion, conspiracy and cover-up in Northern Ireland): по их словам, начавший стрельбу Райт не прекращал огонь, и его насильно запихали в машину. Однако Питер Тейлор в своей книге «Лоялисты» (англ. Loyalists), ссылаясь на источники в UVF, отрицал причастность Райта к бойне в Каппе. Райт был арестован ольстерской полицией после стрельбы, однако на допросах полиция нашла у него алиби — в момент стрельбы он находился в Данганноне. Газета The Guardian писала, что о стрельбе в Каппе Райт говорил как об одной из самых успешных акций UVF.
Жестокость, с которой было совершено нападение в Каппе, посеяла панику и страх среди католиков и националистов. Особенно это потрясло Восточно-Тиронскую бригаду ИРА, поскольку нападение было совершено в местечке, считавшемся оплотом ирландских националистов, и во многом отличалось от обычной расправы над католиками по принципу «око за око». Райт хвастался тем, что его Центрально-Ольстерский отряд «обратил Восточно-Тиронскую бригаду ИРА в бегство и истребил её». Пять раз на Райта совершались покушения со стороны ИРА — так, 23 октября 1992 года не сработало взрывное устройство, заложенное под его автомобиль. В июне 1994 года ольстерская полиция сообщила Райту о том, что на Уэст-стрит в Портадауне около его машины бродил какой-то подозрительный тип, из-за чего Райт вынужден был тщательно перепроверить свой автомобиль, не обнаружив бомбы под ним. Однако когда он завёл его, машина взорвалась: взрывное устройство было спрятано в двигателе. Райт отделался лёгкими повреждениями.
13 октября 1994 года было объявлено перемирие и введён режим прекращения огня между обеими сторонами конфликта, о чём объявил Гасти Спенс от имени Совместного лоялистского военного командования. Райт с ликованием встретил это решение, назвав тот день счастливейшим в его жизни. Однако позже он стал выражать сомнения в необходимости подобного решения и заявил, что не верит в искренность намерений ИРА добиться прекращения конфликта мирным путём. Сьюзан Маккей из The Guardian одной из первых стала публиковать информацию о том, что Райт примкнул к организованной преступности и занялся наркоторговлей в Портадауне (преимущественно экстази).

### «Крысиный король»
Отряд Райта называл себя «шайкой малолеток» (англ. Brat pack), а прозвище «Крысиный король» (англ. King Rat) Райт получил от командира Ассоциации обороны Ольстера Роберта Джона Керра чисто в шутку. По словам Пола Ларкина, однажды в пабе Керр решил дать каждому влиятельному лоялисту прозвище и озвучить его, как только объект прозвища зайдёт в бар. Когда в бар пришёл Райт, Керр назвал его «Крысиным королём». От журналиста Sunday World Мартина О'Хагана весь отряд Райта получил сатирическое прозвище «Стая крыс» (англ. Rat pack), в которой Райт, как главарь, считался «Крысиным королём», но это прозвище задело самолюбие Райта. В ответ он совершил нападение на редакцию газеты: после взрыва бомбы лоялисты оставили послание с угрозами в адрес всей редакции Sunday World и лично О’Хагана. В интервью с Диллоном Райт сказал, что постоянные полицейские обыски, угрозы со стороны республиканцев и частые оскорбления подобным прозвищем привели к тому, что Билли развёлся с Тельмой, однако поддерживал с ней хорошие отношения, называя её «доброй христианкой».

## Противостояние в Драмкри

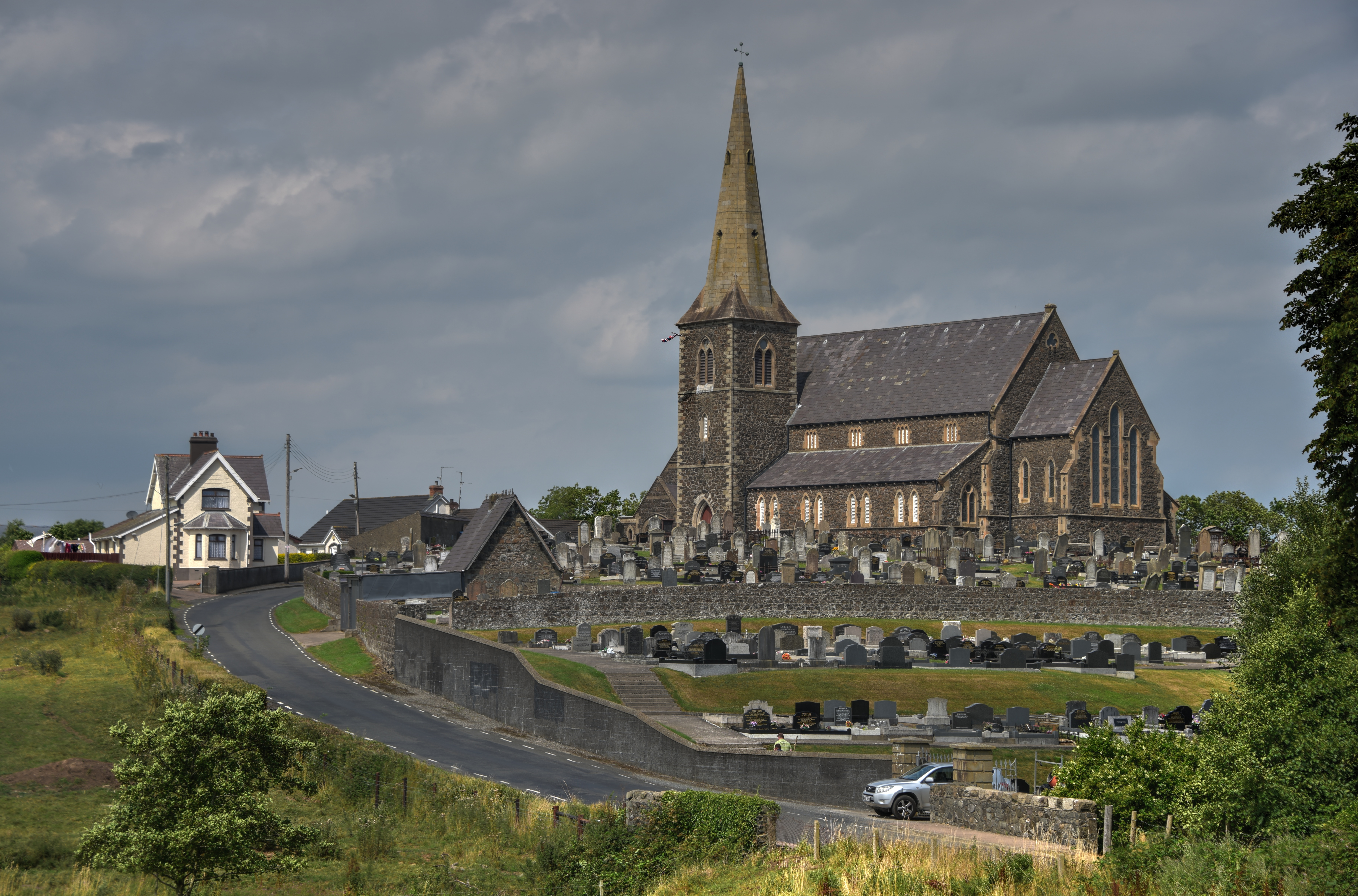
Церковь Драмкри в Портадауне, где Райт выступал в поддержку марша Оранжевого ордена по католическим кварталам

В 1995 году на первых полосах газет были новости о конфликте в Драмкри: Оранжевый орден устроил акцию протеста у церкви Драмкри после того, как его членам было запрещено проводить традиционный парад на территории католического квартала Гарвахи. Незадолго до начала июльских шествий представитель правительства Ирландии Фергюс Финли встретился с Райтом, который заявил о готовности способствовать заключению мира, и Дэвидом Эрвайном, лидером Прогрессивной юнионистской партии, однако на переговорах Райт заявил, что при урегулировании конфликта должны учитываться мнения лоялистов. Тем не менее вскоре Райт почувствовал, что ольстерцы дают слабину, поскольку Прогрессивная юнионистская партия всё больше склонялась к идеологии социализма, неприемлемой для Райта, а UVF не мог противостоять наступающим республиканцам. Проблемы усилились после того, как Райт, который к тому времени был влиятельнейшей фигурой среди лоялистов, прибыл в конце 1995 года на Шенкилл-роуд в Белфасте и попытался отменить запрет на парад Оранжевого ордена через католические кварталы. Райт пытался призвать себе в подмогу местные отряды UVF, однако командиры на Шенкилл-роуд отказались ему помогать, сославшись на данные британским властям обязательства не вести сепаратные переговоры. В Портадаун Райт вернулся крайне недовольным, обвинив Белфастские отряды UVF в трусости. Впрочем, на момент ареста в 1995 году он всё ещё сохранял со своим командованием хорошие отношения — журнал «Combat», издаваемый лоялистами, требовал освободить Райта.
В январе 1996 года Райт прибыл в Белфаст, где заявил, что Центрально-Ольстерская бригада больше не намерена подчиняться командованию бригад Ольстерских добровольческих сил. В том же году от него потребовали прибыть на штаб-квартиру UVF «Орёл», находившуюся этажом выше магазина «The Eagle» на Шенкилл-роуд, чтобы объясниться по поводу обвинений в наркоторговле и сотрудничестве с полицейскими. Причиной обвинения в работе на полицейских была облава на ольстерских добровольцев, закончившаяся конфискацией значительной части оружия Центрально-Ольстерской бригады и арестом ряда членов UVF. Райт отказался приезжать и проигнорировал распоряжения командования.
Согласно решению главного констебля Королевской полиции Ольстера Хью Эннсли, парад Оранжевого ордена не должен был проходить летом 1996 года через Гарвахи-роуд в Портадауне, в знак протеста против чего Ольстерская юнионистская партия и Демократическая юнионистская партия организовали акции протеста, возведя баррикады на ряде дорог и парализовав транспортную систему Северной Ирландии. После протестов запрет был снят. Хотя UVF в протестах не участвовали, Билли Райт возглавил отряд своих людей из Центрально-Ольстерской бригады, которые пришли в Драмкри, что привлекло значительное внимание международных СМИ, поскольку доводы ольстерских лоялистов были подкреплены силой. Бригада разобрала баррикады, принесла самодельное оружие, спрятав его в церкви, и даже притащила бульдозер и цистерну с горючим. Разведка доложила, что Райт пригрозил атаковать британских солдат и полицейских, которые пытались перекрыть дорогу участникам парада Оранжевого ордена. На телевизионных кадрах был запечатлён момент, когда Райт направлял на холм Драмкри бунтующих, готовых вступить в схватку против сил безопасности. Во время протестов Райт был замечен в компании Грандмастера Оранжевой масонской ложи округа Портадаун Гарольда Грейси и лидера Ольстерской юнионистской партии Дэвида Тримбла.

### Участие Райта
Свидетели описывали Райта во время противостояния в Драмкри следующим образом: он был ростом около 180 см, коротко стриженный блондин с холодными бледно-голубыми глазами. Питер Тейлор, который был свидетелем противостояния, описывал, что Райт был крепкого телосложения, носил джинсы и белую футболку, а также у него была серьга в ухе. Его сопровождали два телохранителя, и само его присутствие в Драмкри вдохновило молодёжь. Дэвид Маккитрик в газете Belfast Telegraph писал, что на теле Райта было много татуировок, а его характерные стойка и походка внушали всем чувство угрозы. Внешность он описывал так: «узкая голова, короткая стрижка с маленькими ушами и глубокие пронзительные глаза». Мартин Диллон, бравший у Райта интервью в Портадауне, рассказал, что хотя Райт старался показать себя дружелюбным и приветливым на протяжении всего интервью, он ощущал его тёмную сторону характера. Райта называли неоднократно мозговым центром и опытным стратегом.
В связи с противоречиями с белфастским руководством Райт организовал серию убийств по собственной инициативе: 9 июля 1996 года в самый пик противостояния в Драмкри в местечке Агхагаллон около Лургана было найдено тело таксиста Майкла Макголдрика с пятью выстрелами в голову. Ольстерские добровольческие силы и Ассоциация обороны Ольстера опровергли свою причастность к убийству, однако лидер Прогрессивной юнионистской партии Дэвид Эрвайн заподозрил, что к убийству был причастен Райт, который пытался обставить дело так, словно всё происходило с разрешения руководства Ольстерских добровольцев. Чтобы представить все события в таком ключе, Райт достал оружие из тайника в Шенкилле и подбросил его на место преступления, однако экспертиза показала, что из этого оружия не стреляли, вследствие чего версия о приказе со стороны UVF развалилась. Под суд в итоге попал Клиффорд Маккьюн, бывший осведомитель британских спецслужб, который сказал, что убийство было «подарком» на день рождения Райта, и получил за убийство 24 года тюрьмы.

## Командир Лоялистских добровольческих сил
2 августа 1996 года за убийство Макголдрика, неподчинение приказам и срыв мирных переговоров Штаб бригад Ольстерских добровольческих сил сначала отстранил Портадаунский отряд и лично Билли Райта от дальнейших действий, а затем исключил из членства UVF и приказал Билли Райту от имени Совместного лоялистского военного командования убраться прочь из Северной Ирландии до 1 сентября 1996 года, угрожая ему смертью в случае отказа. В конце августа 1996 года Райт рассказал Эмеру Вудфулу об угрозах со стороны лоялистов.

Моё сердце принадлежит моей семье в такие трудные времена. Если ты думаешь, что ты прав — ты прав. Но я ничего не сделал плохого, кроме как выразил мнение, которое распространено среди ирландцев и я всегда это буду делать, Господи, и не важно, какой ценой. Вообще, я долгие годы готовился к смерти. Умирать я не хочу, но в конце концов, никто не заставит их [врагов] задуматься — никто.
Оригинальный текст (англ.)My heart goes out to my family at a time like this. Well, if you think you're right, then you're right. Although I have done nothing wrong except express an opinion that's the prevalent opinion of the people of Northern Ireland and I will always do that, dear, no matter what the price. Well, I've been prepared to die for long many a year. I don't wish to die, but at the end of the day no one will force their opinions down my throat – no one.

Большая часть Центрально-Ольстерской бригады осталась на стороне своего лидера. Райт отказался уходить из Северной Ирландии и за считанные часы до истечения крайнего срока прибыл на марш Королевской чёрной общины и отпраздновал этот момент в имении Коркрейн в Портадауне: оба раза его приветствовали как героя. 4 сентября в Портадауне прошла акция с участием не менее 5 тысяч лоялистов в поддержку Райта, во главе которой стоял член Парламента от Демократической юнионистской партии Уильям Маккри и глава Портадаунской Оранжевой ложи Гарольд Грэйси. Маккри в своей речи осудил Дэвида Эрвайна и Билли Хатчинсона за угрозы в адрес Райта. Стоя на сцене с членом военизированной организации, Маккри вызвал возмущение в толпе, хотя сам утверждал, что лишь в умеренных масштабах разделяет отношение Райта к свободе слова. Райт, не приняв ультиматум, организовал собственную организацию под названием Лоялистские добровольческие силы (LVF), костяк которой составили бывшие члены Портадаунского отряда Центрально-Ольстерской бригады. По данным Джона Роберта Голда и Джорджа Ревилла, полумифическая фигура Райта среди лоялистов обеспечила ему такой статус, который позволил бы ему создать свою организацию — прямо в сердце UVF, в их цитадели в Портадауне. На протестах в Драмкри Райт заявил следующее:

Я не уеду из Ольстера и не изменю своё отношение к тому, что, как мне кажется, происходит в Ольстере. А всё, что я хотел бы сказать — так то, что у меня сердце разрывается от мыслей, что мои соратники-лоялисты повернут против меня оружие, и я их спрошу: «Ради кого вы это делаете?»
Оригинальный текст (англ.)I will not be leaving Ulster, I will not change my mind about what I believe is happening in Ulster. But all I would like to say is that it has broken my heart to think that fellow loyalists would turn their guns on me, and I have to ask them, 'For whom are you doing it?

Твёрдо стоявший на своём, Райт добился поддержки от ряда лоялистов — члена UVF Джеки Мэхуда, члена Коммандос Красной Руки Фрэнки Карри и члена Ассоциации обороны Ольстера Алекса Керра, причём последний участвовал в конфликте в Драмкри и также получил ультиматум от лоялистского руководства с требованием убраться из страны под угрозой расправы. К нему присоединилось ещё множество людей, выступавших против мирного урегулирования, и число членов Лоялистских добровольческих сил (Loyalist Volunteer Force — LVF) выросло до 250 человек. Введённый в октябре 1994 года режим прекращения огня они не соблюдали, действуя не под контролем Совместного лоялистского военного командования. Райт презрительно говорил о лидерах UVF как о коммунистах за слишком большое число сторонников левых идей, которые предлагали объединиться с националистами. Райт был убеждённым антикоммунистом, а его политические предпочтения укрепились после встречи с рядом представителей правых радикальных христианских взглядов с юга США. На встречах, организованных пастором Кенни Макклинтоном, Райт и его коллеги много дискутировали на тематику коммунистического заговора по развращению молодёжи. Помимо этого, Райт встречался с болтонской ячейкой неонацистской организации Combat 18 — и неудивительно, что среди присягнувших ему в Портадауне людей были и неонацисты, участвовавшие в конфликте в Драмкри. UVF объявили Райта предателем. Члены Белфастского отделения UVF стали называть Райта «Ошибка Билли» (англ. Billy Wrong), а один из руководителей UVF заявил, что Райт поступил так из-за своего слепого религиозного фанатизма.
В июне 1997 года Госсекретарь Северной Ирландии Мо Моулэм официально запретил деятельность Лоялистских добровольческих сил как террористов. Райт принял в новой организации псевдоним «Завет», под которым оставлял все сообщения, связанные с атаками. LVF выпустили официальное заявление, в котором выразили следующие цели своей организации:

Использовать ольстерский конфликт в качестве основного испытания перед долговременными, фундаментальными и решающими изменениями в государственном устройстве Великобритании. Восстановить право Ольстера на самоопределение. Остановить ирландскую националистическую агрессию против Ольстера в любой форме. Покончить с любыми формами ирландского вмешательства во внутренние дела Ольстера. Сорвать создание или реализацию любой всеирландской/всеостровной политической надструктуры вне зависимость от сил, участвующих в подобных организациях. Прекратить кампанию дебританизации и гэлизации ольстерской повседневной жизни.
Оригинальный текст (англ.)The use of the Ulster conflict as a crucible for far-reaching, fundamental and decisive change in the United Kingdom constitution. To restore Ulster's right to self-determination. To end Irish nationalist aggression against Ulster in whatever form. To end all forms of Irish interference in Ulster's internal affairs. To thwart the creation and/or implementation of any All-Ireland/All-Island political super-structure regardless of the powers vested in such institutions. To defeat the campaign of de-Britishisation and Gaelicisation of Ulster's daily life.

### Арест

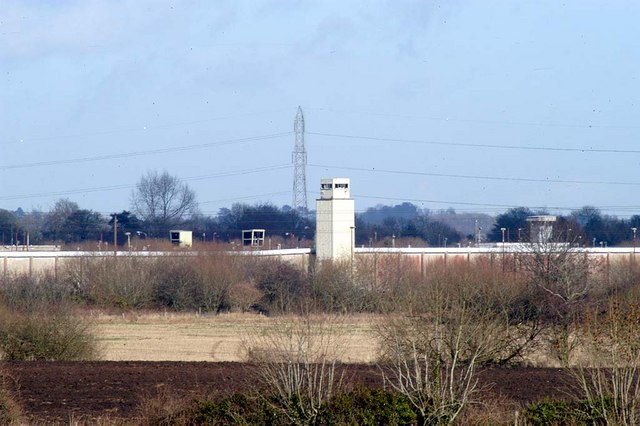
Тюрьма Мэйз около Лисбёрна, где сидел Райт

Несмотря на серию убийств на почве межрелигиозной ненависти и нападений на имущество, принадлежащее католикам, Райт как руководитель LVF оставался неуловимым. В январе 1997 года его арестовали, а 7 марта предъявили обвинения в давлении на суд и угрозы убийства в адрес женщины, Гвен Рид (англ. Gwen Read). Произошла размолвка Райта как с семьёй Рид, так и с другими членами LVF. За оба свои преступления он получил восемь лет тюрьмы и был отправлен отбывать наказание в тюрьму Магаберри. 18 марта к нему в камеру пришёл с визитом член Демократической юнионистской партии Питер Робинсон, будущий премьер-министр Северной Ирландии. Робинсон узнал в разговоре, что на жизнь Райта республиканцы готовят покушение.
В апреле 1997 года Райта перевели в тюрьму Мэйз, где ему разрешили разместиться вместе с ещё 26 осуждёнными соратниками в крыльях C и D блока 6 (H6). В крыльях A и B сидели члены Ирландской национальной освободительной армии (ИНОА) и Ирландской республиканской социалистической партии (ИРСП), политического крыла ИНОА. Разделили их с целью избежать любых конфликтов и драк. В августе 1997 года Райт и его сокамерники устроили бунт, жалуясь на условия заключения. Даже находясь в заключении, Райт продолжал руководить операциями LVF, хотя де-факто лидером стал Марк «Свингер» Фултон. К октябрю 1997 года численность организации составляла от 150 до 200 человек — среди них были и разочаровавшиеся перемирием бывшие члены UVF. Позже выяснилось, что Райт вёл дневник в тюрьме и на некоторых страницах писал угрозы в адрес правозащитницы Розмари Нельсон (убита в 1999 году в результате взрыва автомобиля, осуществлённого Коммандос Красной Руки) и её клиента, члена ИРА Колина Даффи, обвинённого в убийстве двух констеблей Королевской полиции Ольстера и позже оправданного.

## Убийство

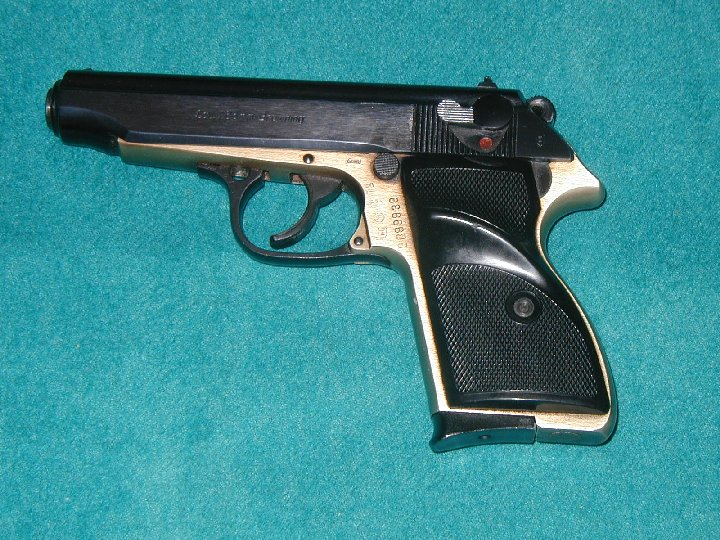
Венгерский пистолет FEG PA-63, аналогичный тому, из которого был убит Райт

В феврале 1998 года должно было состояться рассмотрение апелляции Билли Райта на вынесенный ему приговор. Тем временем в тюрьме накалилась остановка, поскольку сидевшие члены ИНОА сговаривались с руководством о том, чтобы избавиться от Райта. Ассоциация офицеров тюрем утверждала, что были предприняты все меры, чтобы две группы заключённых не контактировали друг с другом, однако в шестом блоке Мэйз, где содержались Райт и его соратники, офицеры не совсем ясно представляли себе, как этого добиться, а организации, к которым принадлежали заключённые, не поддерживали перемирие или режим прекращения огня. В середине декабря 1997 года состоялся Ард Хомхайрл (Высшее собрание) руководства ИНОА в присутствии Начальника штаба ИНОА, и на этой встрече повстанцы договорились уничтожить Райта. Для убийства им хватило обычного повода — гибель католика Джерри Девлина, случившаяся не так давно. 16 декабря один из старших бойцов ИНОА, состоявший в Ард Хомхайрл, отправился в Мэйз на встречу с одним из командиров ИНОА в шестом блоке.
Утром 27 декабря 1997 года, незадолго до 10 часов в здании тюрьмы ИНОА начала осуществлять свой план. Три повстанца, Кристофер «Калека» Макуильямс, Джон «Сонни» Гленнон и Джон Кеннауэй, вооружённые двумя самозарядными пистолетами (один пистолет — PA63, второй пистолет — Derringer калибра .22), обнаружили Райта на заднем дворе шестого блока, который сидел в тюремном фургоне рядом с соратником Норманом Грином и офицером охраны — машина ехала для встречи Билли Райта с его девушкой Элеанор Райли. Гленнон изображал, что рисует граффити на участке стены между крыльями A и B, что позволяло ему разглядеть подробнее двор. Услышав объявление по громкоговорителям системы Tannoy, что Райт и Грин отправились на встречу со своими родными и близкими, Гленнон дал сигнал сообщникам, ждавшим момента. Они прошли через турникет в крыло A, а Гленнон побежал к столовой, взобравшись на стол рядом с окном и сумев увидеть полностью шестой блок с этой позиции. В 9:59 в поле зрения Гленнона попал Райт, забравшийся в фургон, и повстанец дал команду своим сообщникам атаковать. Все трое через турникет ринулись к спортивной площадке. Разрезав участок колючей проволоки, они взобрались на крышу крыла A и спрыгнули во двор, где находился тюремный фургон — он тронулся с места и поехал к выходу.
Боевики ИНОА приказали остановить фургон, однако его водитель Джон Парк побоялся, что их захватят в заложники, и нажал на педаль газа, пытаясь прорваться через полузакрытые ворота, однако когда они автоматически закрылись, возможность для побега исчезла. Другие охранники заметили людей на крыше и подумали, что кто-то совершает побег, после чего объявили тревогу. Фургон остановился в трёх метрах от ворот, никто из двух офицеров внутри фургона не был вооружён. Невооружённый Кеннауэй набросился на водителя, Гленнон с «Деррингером» занял позицию прикрытия, а Макуильямс открыл заднюю левую дверь с криками «Вооружённые волонтёры ИНОА!» (англ. Armed INLA volunteers!). Улыбаясь, он занял позицию и прицелился из пистолета PA63 в Райта. Он сидел сбоку, лицом к боковой двери, за Норманом Грином; за водительским сиденьем находился офицер полиции Стивен Стерритт, и с обоими он разговаривал на тему «стоимости Рождества». Макуильямс крикнул Стерритту «Не выёбывайся и сиди на месте!» (англ. Fuck up and sit in your seat!) и потребовал от Грина убраться вон из машины. Оба упали на землю, пытаясь защитить себя, а вот Райт подскочил и толкнул нападавшего, который стал палить во все стороны. Грин попросил Райта лечь на землю, однако Макуильямс опять забрался в фургон и сделал всего семь выстрелов в Райта. Хотя раненый Райт пополз вперёд, пытаясь вытолкнуть Макуильямса, седьмая попавшая в Райта пуля угодила в аорту. Райт упал в ноги Грина, который в ужасе заорал «Они застрелили Билли!» (англ. They shot Billy!). Безуспешно пытаясь остановить кровотечение, он приказал вести машину в госпиталь, где в 10:53 врач зафиксировал смерть Билли Райта.
Других пострадавших в результате нападения не было. Все трое нападавших сбежали тем же путём, каким пришли, и сдались охранникам добровольно. Они заявили следующее:

Билли Райт был казнён только по одной причине — за то, что развязал террор против националистов, руководя им аккурат из своей тюремной камеры в Лонг-Кеш.
Оригинальный текст (англ.)Billy Wright was executed for one reason and one reason only, and that was for directing and waging his campaign of terror against the nationalist people from his prison cell in Long Kesh.

### Похороны
30 декабря 1997 года состоялись прощание с Билли Райтом в Портадауне и похороны. На церемонии прощания рядом с открытым гробом несли вахту четверо боевиков LVF в масках и с оружием. LVF потребовали закрыть все магазины в день похорон в знак уважения к Райту, прекратить на сутки работу автобусов и служб такси, а также приспустить флаг Великобритании в знак траура. СМИ почти не подпускались. После церемонии прощания в доме в Браунстауне кортеж, возглавляемый волынщиком, проследовал на кладбище Сигоу в двух милях отсюда. Тысячи скорбящих были свидетелями того, как накрытый флагом гроб с телом Райта двигался по улицам Портадауна; его сопровождали почётный караул и женщины, нёсшие венки. Поминальную службу провёл преподобный Джон Грей, священник Свободной пресвитерианской церкви Ольстера. Бывший член Ассоциации обороны Ольстера, пастор Кенни Макклинтон произнёс на похоронах речь, в которой назвал Райта непростым человеком, чётко выражавшим свои мысли; перед опусканием гроба в могилу стрелки LVF дали залп из оружия, и тем самым Райт был похоронен с воинскими почестями.

### Последствия
В ту же ночь, когда был убит Райт, боевики LVF устроили стрельбу на дискотеке в Данганноне, где собрались подростки-католики. Были ранены четверо мирных граждан и погиб один бывший боец «временного» крыла ИРА. Полиция предположила, что нападавшие хотели расстрелять всю дискотеку в знак мести за убитого Райта.
Преемником Райта в LVF стал его друг и заместитель Марк «Свингер» Фултон. Силы позже стали сотрудничать с Ольстерскими борцами за свободу, ведомыми Джонни «Бешеным Псом» Эдэйром. LVF не ограничились стрельбой в Данганноне и ещё не раз совершали нападения на мирных граждан-католиков, называя это «адекватной реакцией» на смерть Райта; не меньшую жажду мести проявляли и другие группировки. Так, 19 января 1998 года Южно-Белфастская бригада Ассоциации обороны Ольстера застрелила на Ормо-роуд таксиста-католика Ларри Бреннана. В сентябре 2001 года Коммандос Красной Руки, под которыми скрывались и Ассоциация обороны Ольстера, и Лоялистские добровольческие силы, убили журналиста Мартина О’Хагана, с которыми конфликтовал Райт.
20 октября 1998 года Кристофер Макуильямс, Джон Гленнон и Джон Кеннауэй были признаны виновными в убийстве Райта, незаконном хранении огнестрельного оружия и боеприпасов и угрозах в убийстве. Никто себя не признал виновным, и всех троих приговорили к пожизненному лишению свободы, но под давлением со стороны политиков, подписавших Белфастское соглашение, уже через два года вынуждены были амнистировать и освободить всех осуждённых.

### Расследование обстоятельств гибели
Сам факт гибели Райта в тюрьме повышенной безопасности заставил людей обсуждать возможность того, что ИНОА ликвидировала Райта с разрешения властей, поскольку он сам представлял угрозу мирному урегулированию конфликта в Северной Ирландии. За четыре дня до смерти Райт заявил, что его хотят убить агенты британских или ирландских спецслужб, которым могли разболтать о нём информаторы-лоялисты и ИНОА. ИНОА опровергала подобные обвинения в свой адрес, опубликовав в марте-апреле 1999 года в отчёте в газете The Starry Plough подробности совершённого убийства. Дэвид Райт, отец Билли, потребовал провести публичное расследование, обратившись с призывами к властям Северной Ирландии, Великобритании и Республики Ирландии. Собственным расследованием занялся Питер Кори, бывший верховный судья Канады, который порекомендовал британскому правительству начать официальное расследование. По заключению Кори, вне зависимости от того, каких убеждений придерживался Райт и какие преступления он совершил, свою смерть он «встретил с достоинством», а его убийство было названо «жестоким и трусливым».
В июне 2005 года было возбуждено уголовное дело по факту убийства Билли Райта. Расследование возглавлял лорд Рэналд Маклин, в нём участвовали профессор Лондонского университета Эндрю Койл и бывший епископ Херефордский, преподобный Джон Оливер. 14 сентября 2010 года в Парламенте Северной Ирландии были представлены результаты расследования, которые однозначно гласили — сотрудничество ИНОА и властей не имело места. Власти потратили 30 миллионов фунтов стерлингов, чтобы установить серию критических нарушений и ошибок, допущенных при построении системы безопасности тюрьмы Мэйз. Неясно было, каким образом в тюрьму попало оружие к убийцам, а также почему было решено расселить заклятых врагов — LVF и ИНОА, не признававших перемирие — в одном блоке и при наличии у ИНОА мотива для убийства Райта.
По ходу расследования выяснилось, что Макуильямс и Кеннауэй были переведены в Мэйз из тюрьмы Магаберри в мае 1997 года. За месяц до перевода, пока Райт находился в Магаберри, они попытались захватить в заложники Райта и убить его, однако эта попытка провалилась, а вскоре Райта также перевели в Мэйз. В день убийства утром охранник Рэймонд Хилл по неизвестным причинам не вышел на свой пост — наблюдательную вышку, с которой открывался вид на крылья A и B шестого блока, где сидели республиканцы из ИНОА. За несколько дней до убийства вышла из строя камера наблюдения, которая должна была фиксировать всё происходящее на том участке. Списки посетителей на 27 декабря 1997 года попали в руки LVF и ИНОА сутками ранее, что позволило тройке из ИНОА подготовить план убийства именно на эту дату, поскольку на неё у Райта было запланировано свидание. Фургон LVF в то утро был припаркован снаружи крыла ИНОА, а не рядом с крылом LVF. Наконец, ворота у внутреннего двора были автоматически закрыты после того, как все трое взобрались на крышу здания, что лишило Райта возможности спастись бегством.
Незадолго до своей смерти Джон Кеннауэй в интервью The Guardian сказал, что вся система безопасности внутри тюрьмы Мэйз была просто «смешной»: оружие можно было спрятать в пелёнках и передать таким образом Макуильямсу и Гленнону. После того, как «винтики» (англ. screws — тюремные охранники на жаргоне) заметили людей ИНОА на крыше крыла A, они решили, что это беглецы, и подали сигнал тревоги, автоматически закрыв ворота и не дав фургону выехать. Кеннауэй предположил, что если бы их не заметили и не подали бы сигнал тревоги, фургон с Райтом выехал бы за ворота и вся миссия провалилась бы, а Райт остался бы в живых.
Ещё до своей гибели в 2001 году Мартин О’Хаган рассказал Полу Ларкину о том, что Райт мог быть завербован Королевской полицией Ольстера и проходил в документах, утверждённых высокопоставленным офицером полиции, под псевдонимом «Берти» (англ. Bertie). За несколько лет до этого UVF провели собственное расследование по факту возможного «стукачества» Райта и, согласно их источникам, нашли факты того, что Райт стал осведомителем Специального отдела Королевской полиции Ольстера, сообщая им о лицах республиканского движения в обмен на алиби и защиту. По данным офицера разведки ИРА, Райт прошёл обучение в одном из лагерей североирландских служб безопасности, чтобы стать преемником Робина Джексона, который также был агентом Специального отдела Королевской полиции Ольстера. 8 октября 1996 года в информационной программе «Spotlight» на BBC News Northern Ireland вышел сюжет Пола Ларкина о возможной двойной игре Райта и его отряде под названием «Крысиная стая» (англ. Rat Pack).
Телеканал UTV незадолго до объявления результатов расследования выпустил сюжет о вопросе сотрудничества Райта с властями. Командир Южно-Белфастской бригады Ассоциации обороны Ольстера Джеки Макдональд в программе Live Tonight высказался об угрозах расправы в адрес Райта:

Очевидно, что он [Райт] думал и действовал по-своему. Думаю, он так достал Ольстерские добровольческие силы, что они передали ему предупреждение — валить из страны — как раз тогда, когда были созданы отколовшиеся Лоялистские добровольческие силы.
Оригинальный текст (англ.)It was obvious he [Wright] was doing his own thing and going his own way. I think he had become such an embarrassment to the UVF that they had to send word to him to get out of the country – that's when the LVF was formed, that's when the breakaway group appeared.

Макдональд был убеждён, что Совместное лоялистское военное командование обязано было реализовать угрозы в адрес лидера LVF, поскольку тот не уехал из страны:

Надо быть готовым убить человека, если ты ему приказал что-то сделать, а он этого не сделал или натворил ещё чего-нибудь. Если ты сказал им уходить, а они не ушли — выбора у тебя по большому счёту нет.
Оригинальный текст (англ.)You have to be prepared to kill people if you tell them to do something and they don't do it – something of that magnitude. If you say they had to go and they don't go – the defiance alone, it doesn't leave many alternatives.

При этом Макдональд усомнился в причастности властей к смерти Райта. Уилли Галлахер из Республиканского социалистического движения, не веривший в возможность сговора ИНОА с властями, высказал мнение, что если бы ИНОА не убила Райта, его бы вскоре освободили и он возобновил бы свои акции террора против националистов. 30 сентября 2011 года в Портадауне умер Дэвид Райт, отец Билли Райта. Поминальная служба прошла в баптистской церкви Килликомен, похоронен он был рядом с сыном на кладбище Сигоу. До конца своих дней Райт утверждал, что правительство причастно к убийству его сына, а результаты расследования 2010 года называл попыткой обелить убийц.

## Память среди лоялистов

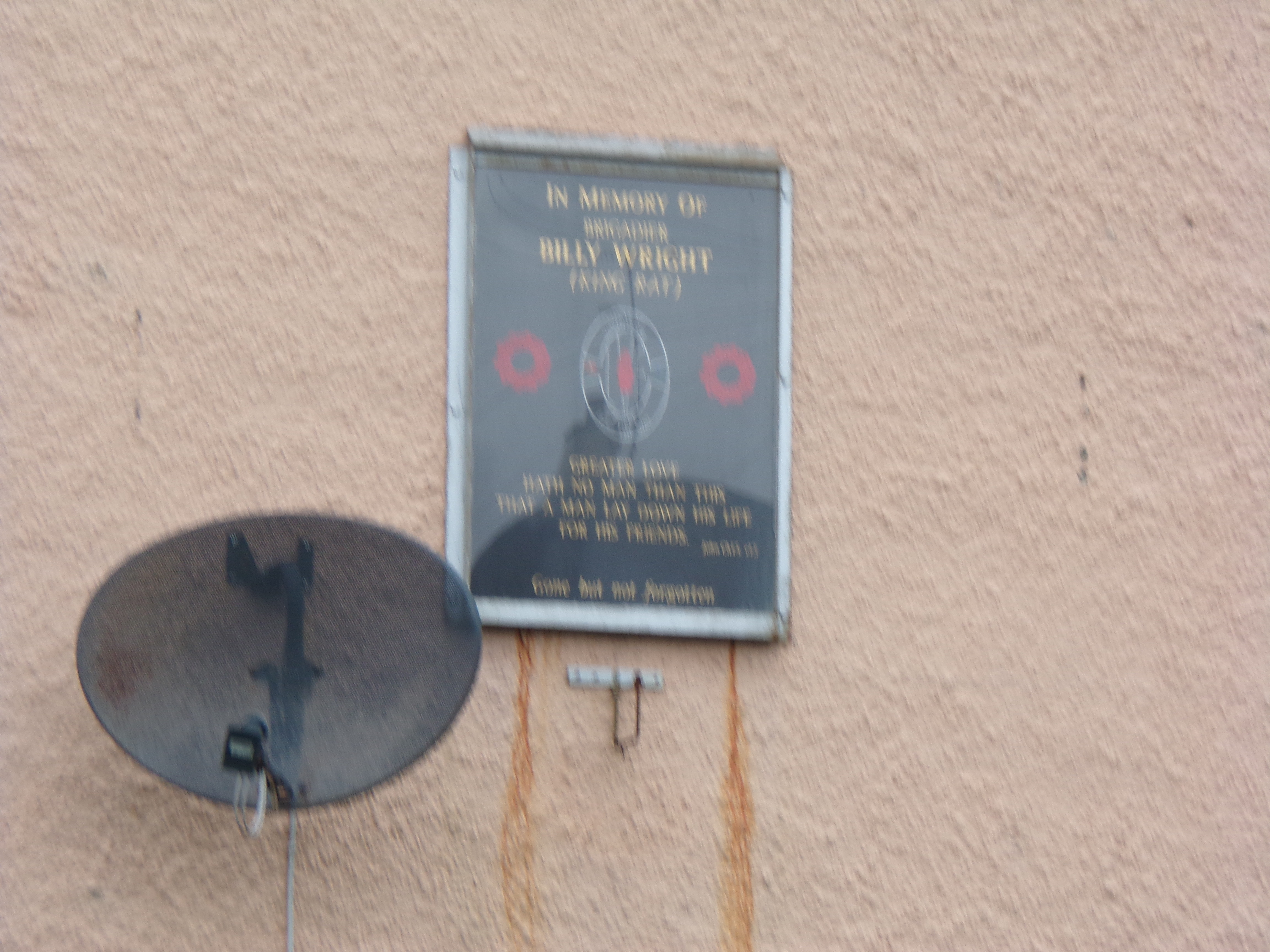
Мемориальная доска на Иствейл-авеню, Данганнон

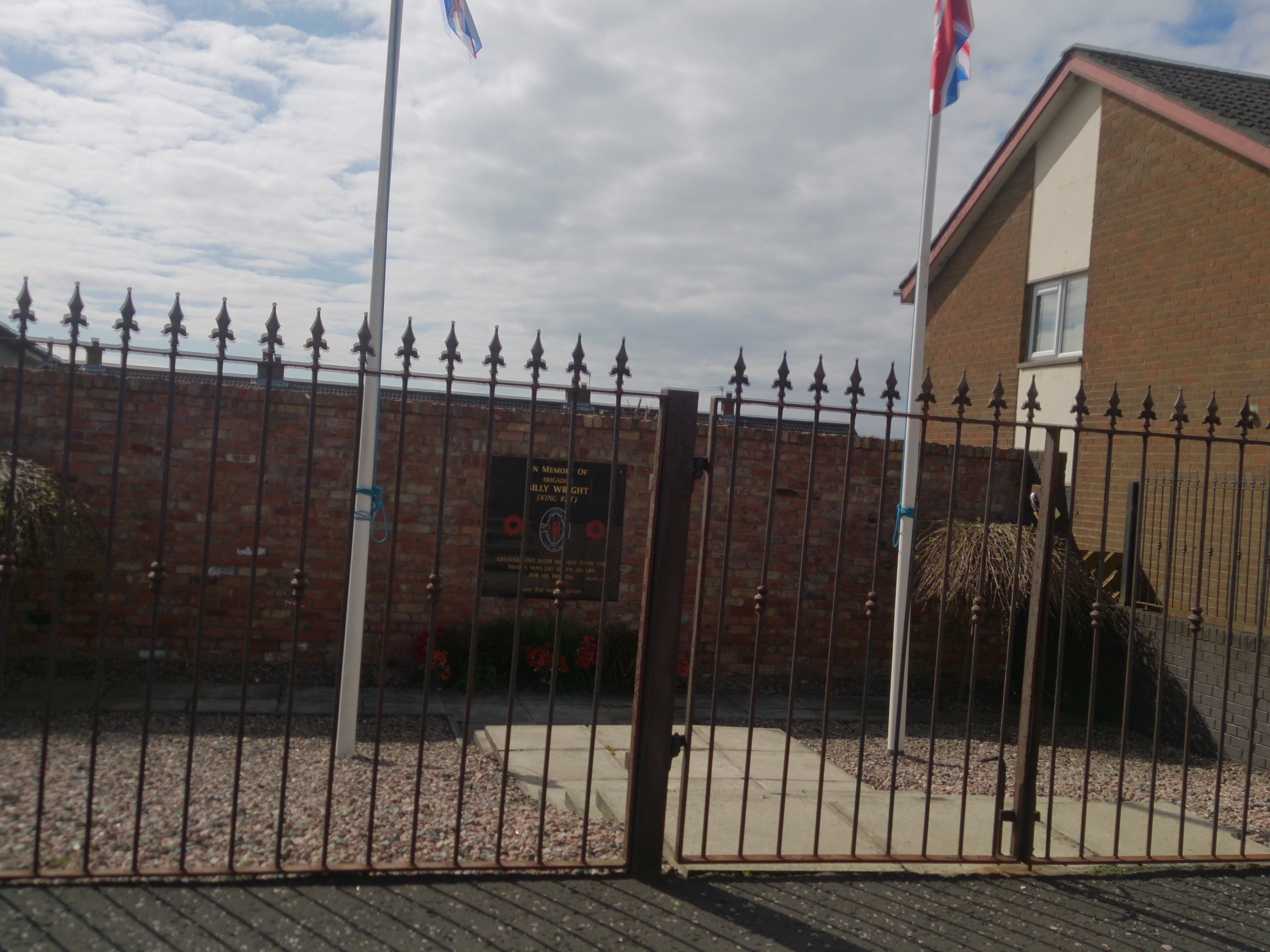
Памятный сад в Бэлликрэйги

Среди лоялистов Райт считается национальным героем, убеждённым сторонником идеологии юнионизма и ярым противником мирного урегулирования конфликта, став культовой фигурой и даже иконой в рядах радикалов. После его смерти на домах в Портадауне и по всей Северной Ирландии стали появляться его портреты. Наиболее известный из них был изображён на стене стадиона «Шемрок Парк» футбольного клуба «Портадаун» и стёрт в 2006 году (ныне там портрет Джорджа Беста). С изображением Райта выпускались футболки, магниты на холодильник, брелоки и тарелки. Радикальные лоялисты, почитая его как героя, наносили на своё тело татуировки, подражая Райту. Типичной для жителей Портадауна могла быть сделанная лоялистом татуировка с изображением Билли Райта на руке, ноге, спине — некоторые люди не гнушались делать их на половых органах, а Марк «Свингер» Фултон сделал татуировку на груди в области сердца. Большую часть этих татуировок сделал мастер из Болтона, член организации Combat 18, который делал татуировки сторонникам LVF, приезжая к ним в Портадаун на День оранжистов.
Могила Райта стала местом паломничества. В Северном Белфасте девочка-подросток украсила свою спальню многочисленными фотографиями Райта, заявив, что не интересуется поп-звёздами и что Райт для неё настоящий национальный герой. В 2000 году в Портадауне несколько лоялистов на выставке вооружения сказали, что Райт был их идеологом и вдохновителем; таковым же он считался для Джонни Эдэйра и Западно-Белфастской бригады Ассоциации обороны Ольстера. Эдэйр после гибели Райта призвал двух своих людей, Стивена Маккига и Гэри Смита отомстить за смерть Райта любыми путями — этим самым он развязал руки Маккигу, который расстрелял бар в католическом районе, проигнорировав режим прекращения огня, поддерживаемый АОО. Западно-Белфастская бригада позже распространила листовки, в которых говорила о Райте как об истинном лоялисте, ставшем жертвой интриг UVF, из-за чего между Ассоциацией обороны Ольстера и UVF силами началась война. Несмотря на это, Эдэйр и Райт постоянно враждовали и устраивали перепалки: по словам Джеки «Ноги» Робинсон, давней подруги Эдэйра, однажды руководство UVF пришло на вечеринку в доме Робинсон, на которой Эдэйр обозвал Райта «ублюдком». Робинсон списала этот инцидент на то, что Эдэйр дико завидовал Райту, который уже купался в лучах славы. Газета Belfast Telegraph назвала Райта одним из самых устрашающих военных-лоялистов в Северной Ирландии со времён Шенскиллских мясников 1970-х годов. Питер Тейлор предположил, что Райту приписали много убийств и преступлений при отсутствии серьёзных доказательств его собственной причастности.